# Neuroxena ansorgei
Neuroxena ansorgei là một loài bướm đêm thuộc phân họ Arctiinae, họ Erebidae.